# Dionísio, o Trácio
Dionísio da Trácia (Διονύσιος ὁ Θρᾷξ; Alexandria, 170 a.C. — 90 a.C.), conhecido por ser o autor da Téchné grammatiké, livro de quinze páginas e vinte e cinco sessões em que ele apresenta uma explicação da estrutura do grego e cuja única deficiência, segundo Martins, é a omissão da parte de sintaxe. O seu sistema de classes de palavras e modelos de análise morfológica, porém, constituíram a base das formulações sintáticas posteriores.
Segundo Neves, a época helenística facilitou a produção de Dionísio, visto que durante o helenismo a prática da linguagem já não focava tanto ao ensino retórico empírico da época clássica, e sim à exposição de padrões da linguagem que devem ser seguidos, o que leva ao estabelecimento dos quadros da gramática.
Dionísio traçou a seguinte ordem para a gramática: tomando por base a palavra, deveria-se proceder inicialmente à identificação formal dessa entidade linguística; depois, identificar as classes de palavras e por fim, as categorias que as evidenciam.
Techné grammatiké descreve as palavras (λέξῐς) como as unidades mínimas que se combinam para formar a frase (λόγος), um agrupamento de palavras com sentido completo. As classes de palavras são definidas de acordo com o seu sentido e variação morfológica. O texto elenca oito classes de palavra, algumas das quais se subdividem em classes mais específicas. São elas:
- Nome (ὄνομα): designa algo concreto ou abstrato, geral ou específico. Possui gênero (masculino, feminino ou neutro), espécie (primitiva ou derivada), forma (simples, composta ou derivado de composto), número (singular, dual ou plural) e caso (reto, genitivo, dativo, acusativo ou vocativo). Essa classe inclui o que modernamente se denomina substantivo, nome próprio e adjetivo.
- Verbo (ῥῆμα): refere-se a uma atividade ou passividade. Possui modo (indicativo, imperativo, optativo, subjuntivo ou infinitivo), diátese (ativa, passiva ou média), espécie (primitiva ou derivada), forma (simples, composta ou derivada de composta), número (singular, dual ou plural), pessoa (primeira, segunda ou terceira), tempo (presente, passado e futuro) e conjugação. Não declina.
- Particípio (μετοχή): tem as características tanto dos nomes quanto dos verbos, exceto pessoa e modo.
- Artigo (ἄρθρον): declinável, antecede ou sucede o nome. Possui gênero, número e caso.
- Pronome (ἀντωνυμία): palavra que substitui o nome. Apresenta pessoa, gênero, número, caso, forma e espécie.
- Preposição (πρόθεσις): antecede qualquer outra parte da frase em uma composição ou construção.
- Advérbio (ἐπίρρημα): qualifica ou complementa os verbos. Pode ser simples ou composto.
- Conjunção (σύνδεσμος): liga o pensamento de maneira ordenada e preenche intervalos.